# Папагеоргиева къща
Папагеоргиевата къща (на гръцки: Αρχοντικό Παπαγεωργίου) е възрожденска къща в град Костур, Гърция.

## Местоположение
Къщата, известна и като Ралева (Αρχοντικό Ράλλη), е разположена в южната традиционна махала Долца (Долцо) на улица „Пихеон“ № 4, веднага източно от Пихеоновата и срещу Орологопуловата къща.

## История
Сградата е построена в XIX век. В 1965 година сградата е обявена за паметник на културата.(

## Архитектура
Къщата е двуетажна и е отлично запазена.